# Pantielejmon Swistun
Pantielejmon Iwanowicz Swistun (ros. Пантелеймо́н Ива́нович Свисту́н, ur. 9 sierpnia 1890 we wsi Kołoszniki w guberni połtawskiej, zm. 28 lipca 1938) – radziecki działacz państwowy, partyjny i gospodarczy.

## Życiorys
W 1909 wstąpił do SDPRR, został aresztowany i zesłany pod nadzór policji do Połtawy, po rewolucji lutowej 19 marca 1917 został amnestionowany. W 1917 przewodniczył Połtawskiemu Związkowi Metalowców i sekcji robotniczej Rady Połtawskiej, od 1920 do czerwca 1921 był przewodniczącym Połtawskiego Gubernialnego Sownarchozu, od czerwca 1921 do 1922 sekretarzem odpowiedzialnym Komitetu Gubernialnego KP(b)U w Krzemieńczuku, a 1923-1924 przewodniczącym Komitetu Wykonawczego Mikołajowskiej Rady Okręgowej. Do 1925 był przewodniczącym kijowskiej gubernialnej komisji planowej, w lipcu-sierpniu 1925 przewodniczącym Komitetu Wykonawczego Kijowskiej Rady Gubernialnej, a od sierpnia do grudnia 1925 Kijowskiej Rady Okręgowej, 1926-1928 był sekretarzem odpowiedzialnym Komitetu Okręgowego KP(b)U w Sumach. Od 29 listopada 1927 do 13 czerwca 1938 był członkiem KC KP(b)U, jednocześnie do 1930 I zastępcą przewodniczącego Najwyższej Rady Gospodarki Narodowej Ukraińskiej SRR, od 1930 naczelnikiem budowy fabryki traktorów w Charkowie, potem do października 1932 dyrektorem fabryki traktorów w Charkowie. Od października 1932 do 1933 był szefem Głównego Zarządu Przemysłu Traktorowego Ludowego Komisariatu Przemysłu Ciężkiego ZSRR, a od 1933 do maja 1938 ponownie dyrektorem fabryki traktorów w Charkowie. 23 maja 1932 został odznaczony Orderem Lenina.
26 maja 1938 został aresztowany, następnie skazany na śmierć i stracony w ramach wielkiego terroru.